# Ульянин, Василий Николаевич
Василий Николаевич Ульянин (29 сентября 1840, Санкт-Петербург — 7 февраля 1889, Варшава) — зоолог, профессор Варшавского университета.

## Биография
По окончании курса 4-й московской гимназии поступил в Московский университет и пробыл год на медицинском факультете. В 1861 году вновь поступил в Московский университет на физико-математический факультет и в 1864 году окончил его кандидатом. По окончании курса занялся исследованиями фауны, результатом которых и явился его список Orthoptera и Neuroptera окрестностей Москвы (т. VI «Известия общества любителей естествознания, антропологии и этнографии»).
Сдав экзамен на степень магистра в 1866 году, он отправился за границу, где слушал лекции у профессора Лейкарта в Гиссене и занимался в его лаборатории. В 1868 году, вместе с профессором Лейкартом, совершил поездку на Неаполитанскую станцию, где занимался под его руководством морскими животными. Результатом этой поездки была его работа «Zur Anatomie und Entwickelungsgeschichte der Pedicellina» («Bulletin de Moscou», 1870).
В 1868 и 1869 годах проводил фаунистические исследования в Чёрном море; посетил Одессу, Севастополь, Ялту, Феодосию, Керчь, Новороссийск, Гагры, Пицунду, Сухуми, Поти и озеро Палеостом. Во время этой поездки Ульянин, выполняя поручение Московского общества любителей естествознания, собрал большой материал, характеризующий фауну Чёрного моря. В 1872 году он опубликовал свою основную работу «Материалы для фауны Черного моря», где указывал, что «черноморская фауна есть в сильной степени обеднённая средиземноморская, получившая некоторый местный самостоятельный оттенок». Как результат этих поездок, кроме мелких заметок о пелагической фауне Чёрного моря, явилось исследование черноморских турбеллярий, причем им был описан целый ряд новых форм и выделена своеобразная группа Acoela (бескишечные).
В 1870 году участвовал в северной экспедиции великого князя Алексея Александровича. Летом 1873 года совершил поездку в Крым, а в 1874 году исследовал развитие подур, а в Неаполе — развитие медуз, причём им был выяснен паразитический характер отношений медуз рода Cunina в желудке гидроидных медуз семейства герионид.
В 1875—1880 годах — заведующий Севастопольской биостанции. Зимой 1878 года он работал над развитием и строением оболочника Doliolum; ему удалось выяснить преемственность генераций этой формы и разъяснён метагенез. В 1883 году В. Н. Ульянин работал в Неаполе над сложной асцидией Distaplia.
С 1885 года состоял профессором сравнительной анатомии и эмбриологии в Варшавском университете.
Похоронен на кладбище Ново-Алексеевского монастыря в Москве.

## Труды
Главнейшие труды, кроме упомянутых выше:
- «Ресничные черви (Turbellaria) Черного моря» («Труды II съезда естествоисп. в Москве», отдел зоологии),
- «Материалы для фауны Черного моря» («Изв. Общ.». — Т. IX. Вып. I. — 1872),
- «Заметка о постэмбриональном развитии пчелы» (ib., т. X, 1872),
- «Наблюдения над развитием колбоногих насекомых (Physopoda)» (ib., т. Χ, 1872),
- «Ракообразные туркестанской экспедиции А. П. Федченко» («Изв. Общ. Любит. Естеств.», т. VIII),
- «Наблюдения над развитием подур» («Изв. Общ.», XVI, вып. 3),
- «Ueber die Knospung der Cuninen im Magen der Geryoniden» (1875, «Arch. f. Naturgesch.», 41, I),
- «О происхождении кунин, почкующихся в желудке герионид» («Изв. общ.», т. XXIV, вып. 2),
- «Наблюдения над Polygordius, живущими в Севастопольской бухте» («Bull. de Moscou», 1877, т. I),
- «Sur le genre Sagitella» («N. Wagn. Archives de Zoologie experim. et genéer, de Lacaze Duthiers», вып. VII),
- «Zur Entwickelungsgeschichte der Amphipoden» (в «Zeitschrift f. wiss. Zoologie», т. XXXV, 1881),
- «Die Arten der Gattung Doliolum» (Monographie d. Fauna u. Flora d. Golfes von Neapel", 1884).